# Neuekrug (Langelsheim)
Neuekrug bildet gemeinsam mit dem Dorf Hahausen im Nordwesten den Ortsteil Hahausen der Stadt Langelsheim im Landkreis Goslar. Neuekrug liegt an der Neile, einem Zufluss der Innerste, am nordwestlichen Rand des Harzes. Im Ort ist ein Zweigverein des Harzklubs aktiv, der sich dem Naturschutz und dem Wandern widmet.

## Geschichte
In der Nähe der jetzigen Ortschaft Neuekrug befanden sich eine zwischen dem 14. und 15. Jahrhundert nachgewiesene Glashütte sowie ein zwischen 1100 und 1400 in Betrieb befindlicher Schieferbruch. Neuekrug entstand 1752 als Zwischenstation an einem Weg nach Goslar, nachdem am 28. Juli 1752 die Gründungsgenehmigung erteilt wurde. Eine Ansiedlung weiterer Anwohner fand ab 1785 statt.
1847 wird Neue-Krug als Wirtshaus erwähnt, das sich unweit von Hahausen befindet. Zu dieser Zeit lebten 18 Einwohner in drei Wohnungen.

## Verkehr
Durch Neuekrug verläuft die Bundesstraße 248, die weiter nördlich die Bundesstraße 82 kreuzt, und der Europaradweg R1. Im 1856 eröffneten und seit 1987 nicht mehr durch den Personenverkehr bedienten Bahnhof Neuekrug-Hahausen zweigt die Bahnstrecke Neuekrug-Hahausen–Goslar von der Bahnstrecke Börßum–Kreiensen ab.